# Farol da Ilha Medjumbe
O Farol da Ilha Medjumbe ou Farol de Medjumbe, é um farol Moçambicano localizado na ponta este da ilha de mesmo nome, no arquipélago das Quirimbas, a cerca de 60 km (37.5 mi) a norte da Ilha do Ibo, província de Cabo Delgado.
Torre troncónica em betão branca, sem lanterna.

## História
Apesar de listado na Lista de Faróis da NGA, a foto de 2007 mostra-o abandonado, sem quaisquer sinais de luzes.